# Letní paralympijské hry 2008

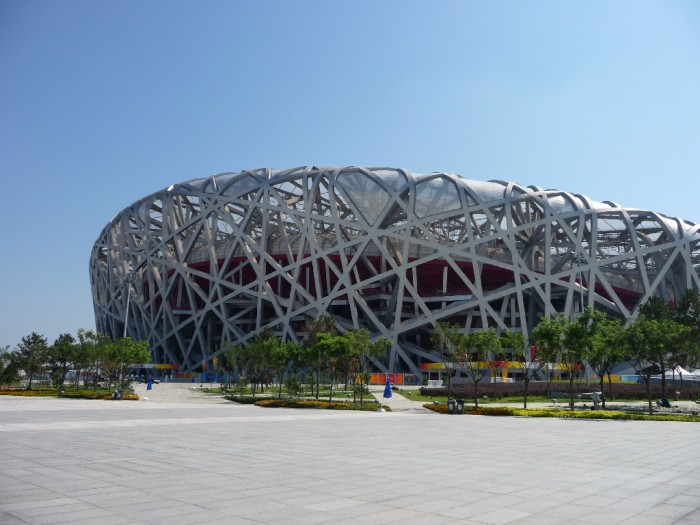
Pekingský národní stadion Ptačí hnízdo, centrum soutěží Letních paralympijských her 2008

XIII. letní paralympijské hry se konaly v roce 2008 v Pekingu od 6. do 17. září. Her se účastnilo rekordních 147 výprav a více než 4000 sportovců.

## Organizace
Pořadatelem Letních paralympijských her 2008 byla organizace BOCOG, která pořádala i Letní olympijské hry 2008. Organizátoři oznámili prodání 2,1 milionu vstupenek na paralympijské soutěže. Ceremoniály a atletické soutěže se konaly na národním stadionu Ptačí hnízdo, využita byla i další olympijská sportoviště. Maskot her, kravička Fu Niu Lele, byl představen dva roky před zahájením her v září 2006.

## Soutěže
Mezi vrcholy her se zařadilo vítězství Oscara Pistoriuse v běhu na 100 metrů.

### Sportovní disciplíny
Celkově bylo zařazeno 20 sportů. Novinkou bylo veslování.
| - Atletika - Basketbal na vozíčku - Boccia - Cyklistika dráhová a silniční - Fotbal (sedmičlenná družstva – tělesně postižení) - Fotbal (pětičlenná družstva – zrakově postižení) - Goalball | - Jachting - Jezdectví - Judo - Lukostřelba - Plavání - Ragby na vozíčku | - Sportovní střelba - Stolní tenis - Šerm na vozíčku - Tenis na vozíčku - Veslování - Volejbal - Vzpírání |

## Pořadí národů
Z 550 sad medailí (vysoký počet je daný rozdělením sportovců do kategorií podle vážnosti postižení) získali nejvíc domácí sportovci.
|     | Stát               | Zlato | Stříbro | Bronz |
| --- | ------------------ | ----- | ------- | ----- |
| 1.  | Čína               | 89    | 70      | 52    |
| 2.  | Spojené království | 42    | 29      | 31    |
| 3.  | USA                | 36    | 35      | 28    |
| 4.  | Ukrajina           | 24    | 18      | 32    |
| 5.  | Austrálie          | 23    | 29      | 27    |
| 6.  | Jižní Afrika       | 21    | 3       | 6     |
| 7.  | Kanada             | 19    | 10      | 21    |
| 8.  | Rusko              | 18    | 23      | 22    |
| 9.  | Brazílie           | 16    | 14      | 17    |
| 10. | Španělsko          | 15    | 21      | 22    |
| ... |                    |       |         |       |
| 16. | Česko              | 6     | 3       | 18    |

Zdroj: BOCOG

## Česko na LPH 2008
Českou republiku reprezentovalo v osmi sportech celkem 56 sportovců. Získali 27 medailí, z toho 6 zlatých, 3 stříbrné a 18 bronzových. Nejúspěšnější byli cyklista Jiří Ježek a plavkyně Běla Hlaváčková, kteří oba získali po dvou zlatých a jedné stříbrné a bronzové medaili.

### Čeští vítězové
| Sport       | Disciplína           | Kategorie | Jméno             |
| ----------- | -------------------- | --------- | ----------------- |
| Atletika    | vrh koulí            | F54-56    | Eva Kacanu        |
| Cyklistika  | dráha, stíhací závod | LC2       | Jiří Ježek        |
| Cyklistika  | silnice, časovka     | LC2       | Jiří Ježek        |
| Plavání     | 50 m znak            | S5        | Běla Hlaváčková   |
| Plavání     | 100 m prsa           | SB4       | Běla Hlaváčková   |
| Lukostřelba | Kladkový luk         | W1        | David Drahonínský |

Zdroj: BOCOG